# Россия на Европейских играх
Россия принимала участие в двух Европейских играх с момента их основания в 2015 году.

## I Европейские игры
На I Европейских играх Россия завоевала 79 золотых, 40 серебряных, 45 бронзовых медалей, завоевав первое место в медальном зачёте. Наибольшее количество наград завоевали пловцы. Рекорд игр по количеству наград установила Мария Каменева (9 медалей, из них 6 золотых).
В плавании Россия завоевала 23 золотые, 7 серебряных, 12 бронзовые медали. Синхронистки выиграли все четыре вида программы. Команда по прыжкам в воду завоевала 9 медалей (из них 3 золотые). Мужская сборная по прыжкам в воду стала лучшей на турнире.
Женская юниорская сборная по водному поло также завоевала золото.
Сборная России выиграла командный зачет в спортивной гимнастике, выиграв 11 медалей (4 золотые, 4 серебряные, 3 бронзовые). Алия Мустафина выиграла 3 золотые и 1 серебряную медали. Виктория Комова выступила на данных играх впервые на международном уровне после длительного перерыва.
Также выигран командный зачет в художественной гимнастике (8 медалей, из них 7 золотых). Яна Кудрявцева завоевала 4 золотые медали.
Три золота завоёваны в спортивной акробатике, четыре — в прыжках на батуте.
В борьбе завоёвано 18 медалей, из них 11 золотых. Степан Марянян, завоевав первое место в греко-римской борьбе, выиграл первое золото игр. В самбо завоёвано 8 медалей (5 золотых). 
В дзюдо сборная завоевала 10 медалей (3 золотых, 1 серебряная, 6 бронзовых), заняв второе место в командном зачёте.
Мужская и женская сборные по баскетболу 3x3 завоевали золотые медали.
Золото завоевала также сборная по пляжному футболу.

## II Европейские игры
На II Европейских играх Россия также заняла первое место в командном зачёте. На играх завоёвано 109 медалей (44 золотых, 23 серебряных, 42 бронзовых). 
Знаменосцем на открытии игр стал самбист Артём Осипенко. На церемонии открытия выступила оперная певица Анна Нетребко. 
В российскую делегацию вошли 223 спортсмена, в том числе 6 олимпийских чемпионов.
Был организован Дом болельщиков сборной России. Дом посетило несколько десятков тысяч человек.
29 июня был проведён день культуры России. В музыкальной части выступил Тимати.
Дина Аверина завоевала три золотые медали в художественной гимнастике. Давид Белявский и Ангелина Мельникова также завоевали золото в гимнастике.
Значительное количество медалей завоёвано в дзюдо, самбо и борьбе. Татьяна Казенюк завоевала золото в самбо.
Муслим Гаджимагомедов, выиграв в боксе, принёс 100-ю золотую медаль.
Анастасия Войнова и Дарья Шмелёва завоевали золото в велогонках.
Сборная по пляжному футболу не смогла выйти в плей-офф.
Сборная по баскетболу 3x3 снова завоевала золотые медали.

## III Европейские игры
В III Европейских играх Россия не участвовала.

## Медальный зачёт

### Медали на летних Европейских играх
| Игры       | Участников | Золото | Серебро | Бронза | Всего | Место |
| 2015 Баку  | 358        | 79     | 40      | 45     | 164   | 1     |
| 2019 Минск | 225        | 44     | 23      | 42     | 109   | 1     |
| Всего      | Всего      | 123    | 63      | 87     | 273   | 1     |